# 古画備考
古画備考（こがびこう）は、江戸時代末期狩野派の狩野栄信の次男、朝岡興禎による画人伝である。51巻。
嘉永3年（1850年）起筆。狩野永納の『本朝画史』、堀直格の『扶桑名画伝』とともに近世の日本絵画史の基礎資料。
流祖には、系図を示し、個々の画人には、「『江談抄』云」のように、『蔭涼軒日録』、『本朝画史』、『拾彙』、『本朝高僧伝』など資料典拠を示し、略画と画印を記載しているものもある。
日本関連の項目は3,179件、巻50-51の朝鮮画関連は196件がある。内容は以下の通り。
巻1：「帝室」、巻2-3「廷臣」、巻4-5「柳栄、武家」、巻6「武家」、巻7-11「釈門」、巻12「詩歌、連俳、茶香、雑」、巻13-28「名画」、巻29-30「近世」、巻31「浮世絵師伝」、巻32「巨勢家、宅磨、住吉、芝、粟田口」、巻33「土佐家」、巻34「住吉家」、巻35「光悦流」、巻36-39「狩野譜」、巻40-43「狩野門人譜」、巻44「英流」、巻45「宮殿筆者」、巻46「合作類及不詳印」、巻47-48「倭絵」、巻49「長崎画人伝」、巻50-51「朝鮮画画伝」に分かれる。
明治36年（1903年）、太田謹の増訂版がある。また、辻惟雄、中島純司編の五十音別索引がある。